# Chiesa di Santa Maria degli Angeli (Barletta)
La chiesa di Santa Maria degli Angeli è un luogo di culto cattolico situato nel territorio del comune italiano di Barletta in provincia di Barletta-Andria-Trani in Puglia. 
Si tratta di un complesso conventuale, con la relativa chiesa, costruito nel XVI secolo, anche conosciuta con la denominazione di Santa Maria della Grazia o popolarmente nota come dei Cappuccini.

## Storia
La chiesa fu edificata dai frati Cappuccini tra il 1530 e il 1550. Durante gli anni in cui la peste colpì la città facendo calare il numero dei suoi abitanti dai ventimila del 1656 di quell'anno agli ottomila del marzo 1657, questa chiesa rivestì un ruolo di notevole importanza per la città, grazie all'impegno dei Cappuccini che si presero cura degli ammalati, attrezzando nel convento un lazzaretto dove curavano e gestivano le funzioni liturgiche. Durante la guerra di successione spagnola trovarono qui rifugio Tiberio Carafa e altri congiurati, in fuga da Napoli in seguito al fallimento della congiura di Macchia. 
Il convento fu soppresso il 17 febbraio 1861 e nel 1866 passerà nelle proprietà del Comune di Barletta che custodirà la sua biblioteca, che costituisce il fondo dell'attuale biblioteca comunale.
La chiesa, oggi, è visitabile previa prenotazione presso il Castello di Barletta.

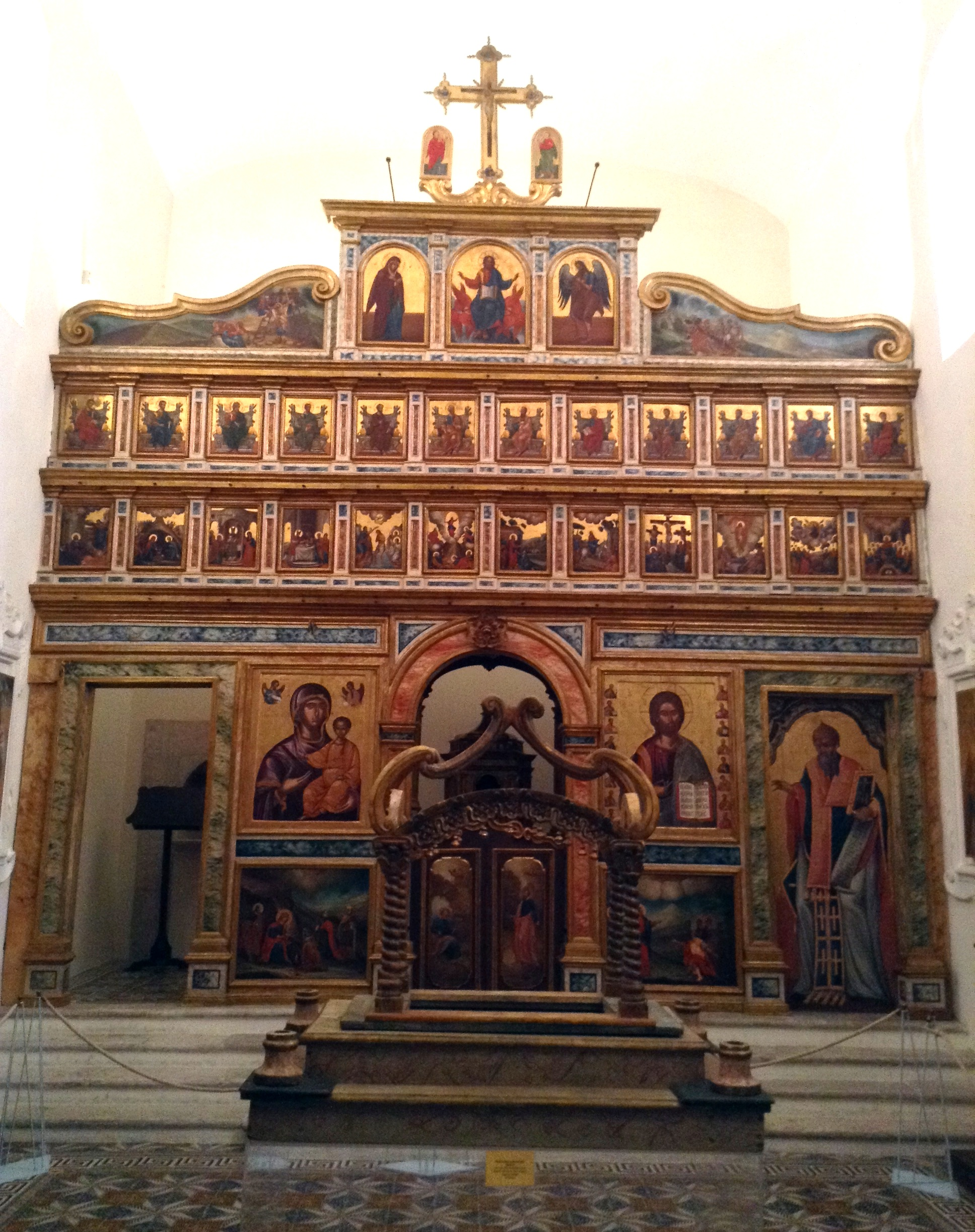
L'iconostasi
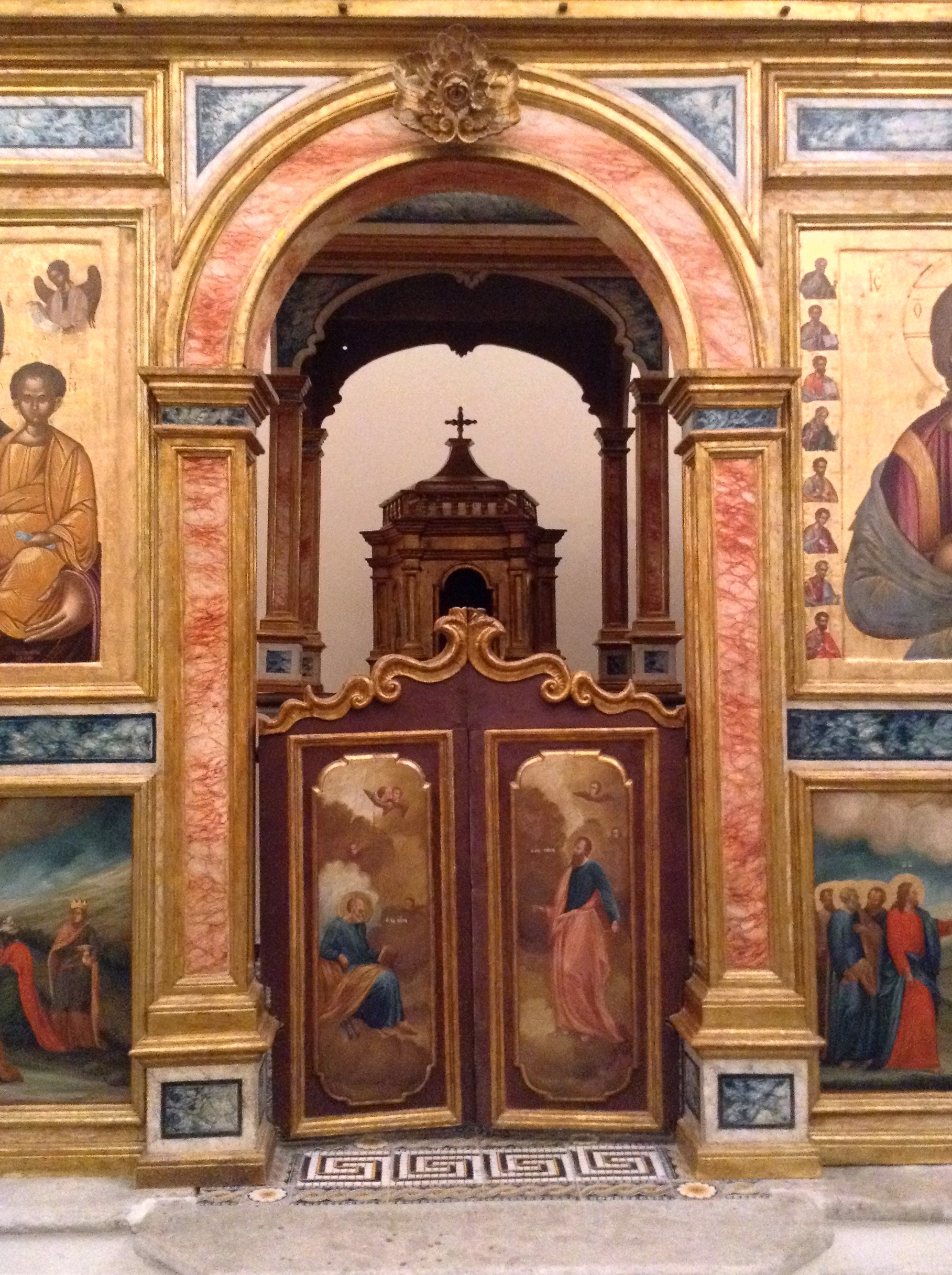
La porta regale
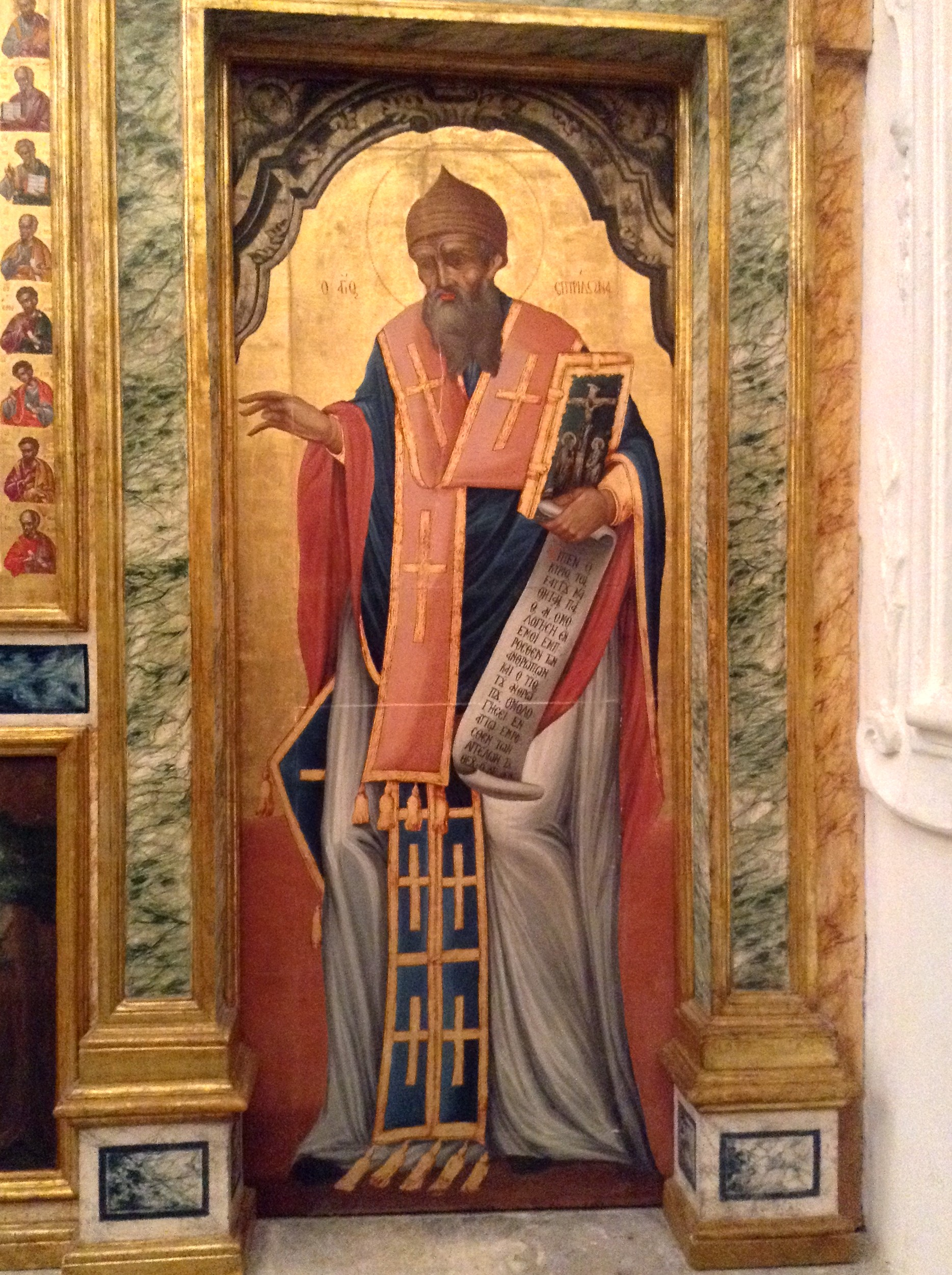
Porta sud con San Spiridione
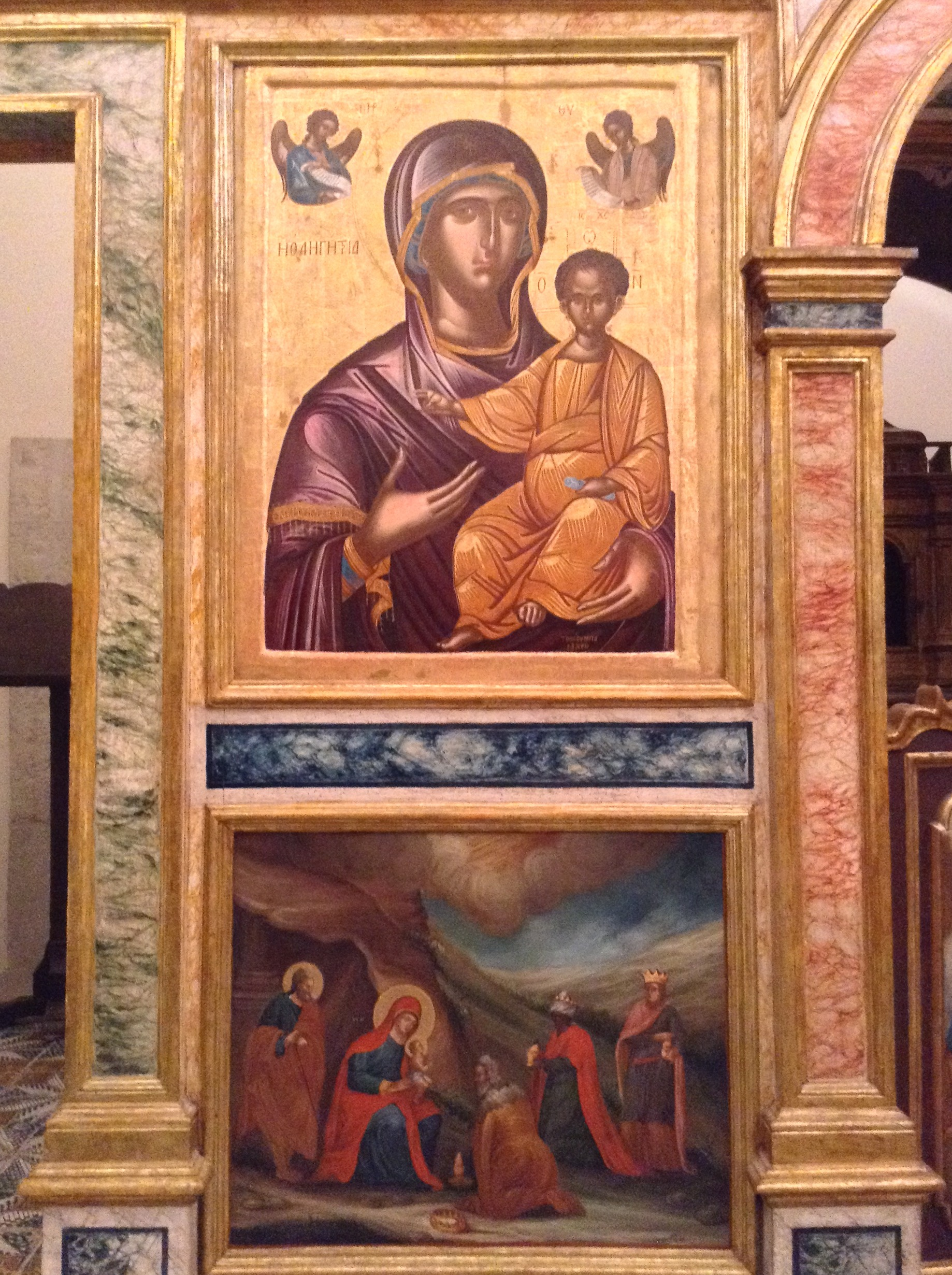
A sinistra della porta regale si trova il dipinto "Madonna Hodighitria"; sotto: "L'Addorazione dei Maggi"